# 伊藤浩士
伊藤 浩士（いとう ひろし、1956年8月14日 - ）は、日本の歴史小説作家(歴史群像大賞入賞)、俳人、政治活動家。本名は伊藤 浩睦（ひろのぶ、コウボク）。
歴史研究会「城友クラブ」を主宰。俳句同人誌「游魚」発行人。日本伝統俳句協会会員。社民党愛知県連合常任幹事。

## 略歴
愛知県名古屋市出身。第11回歴史群像大賞佳作入賞。「慶長疾風録」で作家デビュー。以後20冊の単行本を商業出版。現在は絶版。
本人のブログでの証言などから、元日本共産党党員。出馬の機会を伺うも全く日の目を見ないことから1993年離党。
2015年4月の名古屋市議選挙に社民党から立候補、442票で落選。

## 受賞歴
- 2005年 第11回歴史群像大賞佳作（『雉』）

## 著書
※ 単行本の刊行順に記す。
- 真伝 大坂の陣〈2〉真田幸村の覚悟 (歴史群像新書)  (2010/7).
- 神変 関ヶ原〈3〉豊臣の結束 徳川の崩壊 (歴史群像新書)  (2009/5).
- 慶長疾風録1 前田慶次、関ヶ原に出現す (歴史群像新書)  (2013/8/20).

など著書多数。